# Leo Ware
Pour les articles homonymes, voir Ware.
Leo Everett Ware, né le 27 septembre 1876 à Roxbury (Massachusetts) et mort le 28 décembre 1914 à Elizabeth (New Jersey), est un joueur de tennis naturalisé américain d'origine canadienne. Il a notamment remporté les Internationaux des États-Unis en 1897 et 1898, en double messieurs (avec George Sheldon). Il était membre de l'université Harvard.

## Palmarès en Grand Chelem

### Titres en double
|   | Date | Nom et lieu du tournoi    | Cat.      | ($) | Surface      | Partenaire     | Finalistes                  | Score                     |
| - | ---- | ------------------------- | --------- | --- | ------------ | -------------- | --------------------------- | ------------------------- |
| 1 | 1897 | US Men's National Champ’s | G. Chelem |     | Herbe (ext.) | George Sheldon | Harold Mahony Harold Nisbet | 11-13, 6-2, 9-7, 1-6, 6-1 |
| 2 | 1898 | US Men's National Champ’s | G. Chelem |     | Herbe (ext.) | George Sheldon | Holcombe Ward Dwight Davis  | 1-6, 7-5, 6-4, 4-6, 7-5   |

### Finales en double
|   | Date | Nom et lieu du tournoi    | Cat.      | ($) | Surface      | Vainqueurs                 | Partenaire     | Score         |
| - | ---- | ------------------------- | --------- | --- | ------------ | -------------------------- | -------------- | ------------- |
| 1 | 1899 | US Men's National Champ’s | G. Chelem |     | Herbe (ext.) | Holcombe Ward Dwight Davis | George Sheldon | 6-4, 6-4, 6-3 |
| 1 | 1901 | US Men's National Champ’s | G. Chelem |     | Herbe (ext.) | Holcombe Ward Dwight Davis | Beals Wright   | 6-3, 9-7, 6-1 |